# Chuma Okeke

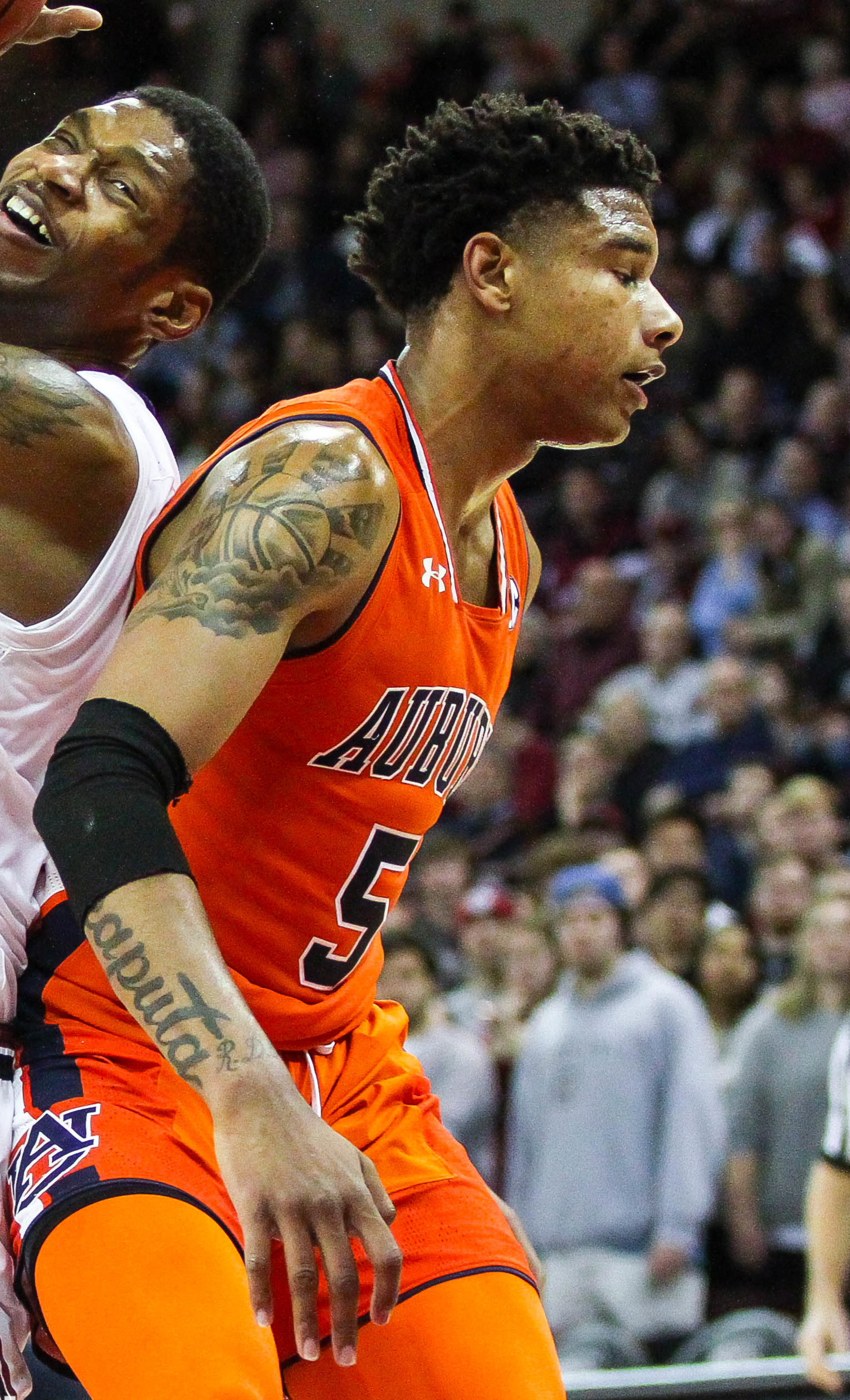
Chuma Okeke, 2019.

Chukwuma Julian "Chuma" Okeke, född 18 augusti 1998 i Atlanta i Georgia, är en amerikansk professionell basketspelare (PF) som spelar för Cleveland Cavaliers i National Basketball Association (NBA). Han har tidigare spelat för Orlando Magic, New York Knicks och Philadelphia 76ers.
Okeke draftades av Orlando Magic i första rundan i 2019 års draft som 16:e spelare totalt.
Innan han blev proffs studerade Okeke vid Auburn University och spelade för universitetets idrottsförening Auburn Tigers.